# Schwarz
Schwarz는 독일 하드록 밴드 뵈제 옹켈츠의 정규 11집이다. 이 앨범은 1993년 10월 4일 Bellaphon Records에서 Weiß앨범과 동시발매되었다. 두 앨범의 타이틀은 각각 Weiß(백)와 Schwarz(흑)인데, 처음과 끝을 상징한다. 앨범 발매 당시 밴드 내에는 여느때와 같이 문제가 있었는데, 보컬 Kevin Russell은 여전히 마약중독에 심각하게 시달리고 있었다.

## 수록곡
| #  | 곡목                        | 러닝타임 |
| -- | --------------------------- | -------- |
| 1  | Erkennen Sie die Melodie    | 4:07     |
| 2  | Wenn wir einmal Engel sind  | 4:00     |
| 3  | So geht's dir (Deine Hölle) | 3:10     |
| 4  | Der Himmel kann warten      | 4:11     |
| 5  | Ich bin wie ich bin         | 4:49     |
| 6  | Das Messer und die Wunde    | 3:17     |
| 7  | 1000 Fragen                 | 5:00     |
| 8  | Ich bin du                  | 3:38     |
| 9  | Worte der Freiheit          | 5:28     |
| 10 | Das Rätsel des Lebens       | 3:36     |
| 11 | Baja                        | 8:54     |

## 수록곡에 대한 설명
Das Messer und die Wunde
이 곡은 밴드의 절친한 친구인 트리미를 살해하고 무죄판결을 살인범에게 보내는 곡이다.
Worte der Freiheit
이 곡은 1990년 독일의 재통일로 독일연방공화국에 포함된 동독주민들을 다루고 있다. 당시 정치가들은 구 독일민주주의공화국 지역에 "번창하는 풍경"을 약속하으나, 결국 이루어지지 않았다.
Baja
이 곡은 멕시코만에 가장 많이 서식하는 돌고래 바하를 다루고 있다. 노래의 처음과 끝 부분에는 돌고래가 노래부를 것을 들을 수 있다.

## 음반차트에서의 성공과 싱글앨범
이 앨범은 발매 당시 독일앨범차트에 78위로 진입하였고 56위까지 올라갔다. 총 13주간 Top 100에 머물렀다. 
2003년에는 판매고가 총 25만에 이르러 골든 디스크를 수상한다.